# ニテロイ級フリゲート
ニテロイ級フリゲート（ポルトガル語: Fragata Classe Niterói）は、ブラジル海軍のフリゲートの艦級。イギリスのヴォスパー・ソーニクロフト社のMk.10フリゲートの設計を採用している。

## 設計
ヴォスパー社 (Vosper & Company) 時代より、Mk.5（イラン海軍サーム級）やMk.7（リビア海軍ダット・アサワリ）といったガスタービン搭載の高速フリゲートが開発されてきた。本型は、これらより更に大型で汎用性に優れたフリゲートとして設計された。艦の大きさとしてはイギリス海軍の42型駆逐艦に匹敵するが、乗員数は100名以上少ない。隠顕式のフィンスタビライザーが設置されている。
主機としては、V型16気筒のMTU 16V956 TB91ディーゼルエンジン4基とロールス・ロイス オリンパスTM3Bガスタービンエンジン2基をCODOG方式で組み合わせて、エッシャーウイス社製の可変ピッチ・プロペラ2軸を駆動する方式とされた。ディーゼルエンジン4基で19ノット、2基でも17ノットでの巡航が可能とされる。また電源としては、出力1,000キロワットのディーゼル主発電機4基と出力500キロワットの非常発電機1基を搭載した。

## 装備

### 竣工時
竣工当初、全艦がフェランティFM1600B電子計算機を使用するCAAIS戦術情報処理装置を備えていた。レーダーとしては、対空捜索用にプレッシー社製のAWS-2、対水上捜索用にHSA社製のZW-06を搭載した。また電波探知装置（ESM）としてはデッカ社製のRDLが搭載された。ソナーとしては、EDO-610Eを搭載したほか、対潜艦型ではEDO-700E可変深度ソナーを搭載している。
当初、武器システムには、対潜艦型と汎用艦型の2つのバリエーションがあった。対潜艦型では、対潜兵器として、艦尾甲板にアイカラ対潜ミサイルの単装発射機、艦中部両舷に324mm3連装短魚雷発射管（STWS-1）、艦橋直前に375mm2連装対潜ロケット発射機を搭載した。
艦砲として、船首楼甲板に55口径114mm単装速射砲を搭載したほか、艦橋後方両舷に70口径40mm単装機銃を1基ずつ備えた。火器管制レーダーとしては、艦橋上と煙突直後にRTN-10Xを1基ずつ備えた。また艦中部両舷には、シーキャット個艦防空ミサイルの3連装発射機を設置した。
汎用艦型ではアイカラ対潜ミサイルをもたないかわり、船首楼甲板後端部にエグゾセMM38艦対艦ミサイルの連装発射筒2基、また艦尾甲板に2基目の55口径114mm単装速射砲および爆雷投下軌条を追加装備した。また対潜艦型でも、1986年の発注に基づき、エグゾセMM40の連装発射筒2基が搭載された。

### 改修後
1995年3月に発注されたモッドフラッグ（ModFrag）改修により、装備の更新・斉一化が図られた。戦術情報処理装置はSICONTA-IIに更新された。これはフランス海軍のSENIT-8の派生型であった。リンクYBによる戦術データ・リンクに対応している。またWSA-401武器管制システムと連接された。対空捜索レーダーはAESN社製のRAN-20S、対水上捜索レーダーはテルマ社製のスキャンターMiP、ESMもラカル社製のカトラスB-1Bに更新された。また通常航海用として、古野電気のFR-1942 Mk.2も搭載された。
汎用艦型でもエグゾセがMM40に更新されたほか、対潜艦型のアイカラ対潜ミサイルは撤去された。またシーキャット個艦防空ミサイルも撤去され、かわって艦尾甲板にアルバトロスの8連装発射機が設置された。艦砲は、全艦が114mm砲1基装備に統一されたほか、高角機銃はシー・トリニティMk.3にアップデートされ、火器管制レーダーもRTN-30Xに更新された。

### 再改修
2019年には、予算不足でネームシップの「ニテロイ」の延命改修を断念して退役させる一方で、4 – 6番艦の戦術情報処理装置をSICONTA-II ModIに更新する再改修が発表された。再改修は2020年に始まり、2021年内の完了を予定している。

## 装備要目
|          | 新造時、対潜型 ※F-40、F-41、F-44、F-45             | 新造時、汎用型 ※F-42、F-43                         | モッドフラッグ改修後                              |
| -------- | -------------------------------------------------- | -------------------------------------------------- | ------------------------------------------------- |
| 武装     | 55口径114mm単装速射砲×1基                          | 55口径114mm単装速射砲×2基                          | 55口径114mm単装速射砲×1基                         |
| 武装     | 70口径40mm単装機銃×3基                             | 70口径40mm単装機銃×2基                             | シー・トリニティMk.3 40mmCIWS×2基                 |
| 武装     | シーキャット短SAM 3連装発射機×2基                  | シーキャット短SAM 3連装発射機×2基                  | アルバトロス短SAM 8連装発射機×1基                 |
| 武装     | アイカラ SUM発射機                                 | エグゾセMM38 SSM単装発射機×4基                     | エグゾセMM40 SSM 2連装発射機×2基                  |
| 武装     | 375mm2連装対潜ロケット発射機×1基                   |                                                    |                                                   |
| 武装     | 324mm3連装短魚雷発射管×2基 (Mk.46 短魚雷用)        |                                                    |                                                   |
| C4I      | CAAIS                                              | CAAIS                                              | SICONTA Mk.2                                      |
| レーダー | AWS-2 対空捜索用                                   | AWS-2 対空捜索用                                   | RAN-20S 対空・対水上捜索用                        |
| レーダー | ZW-06 対水上捜索用                                 | ZW-06 対水上捜索用                                 | スキャンター 対水上捜索用                         |
| レーダー | −                                                  | −                                                  | 古野電気FR−1942 航法用                            |
| FCS      | RTN-10X 射撃指揮レーダー×2基                       | RTN-10X 射撃指揮レーダー×2基                       | RTN-30X 射撃指揮レーダー×2基                      |
| FCS      | −                                                  | −                                                  | サーブEOS-400 光学照準器                          |
| ソナー   | EDO 601E 艦底装備式                                | EDO 601E 艦底装備式                                | EDO 997(F) 艦底装備式                             |
| ソナー   | EDO 700E 可変深度式                                | −                                                  | EDO 700E 可変深度式                               |
| 電子戦   | RDN-2/3 電波探知装置                               | RDN-2/3 電波探知装置                               | ラカル・カトラスB1W 電波探知装置                  |
| 電子戦   | −                                                  | −                                                  | ET/SLQ-2X 電波妨害装置                            |
| 電子戦   | −                                                  | −                                                  | FH-5短波方向探知機                                |
| 電子戦   | プレッシー・シールド 6連装チャフ・フレア発射機×2基 | プレッシー・シールド 6連装チャフ・フレア発射機×2基 | IPqM/エレブラ MDLS 12連装チャフ・フレア発射機×4基 |

## 同型艦
| 形式 | #    | 艦名                                  | 造船所                     | 起工           | 就役            | 退役           |
| ---- | ---- | ------------------------------------- | -------------------------- | -------------- | --------------- | -------------- |
| 対潜 | F-40 | ニテロイ BNS Niterói                  | ヴォスパー・ソーニクロフト | 1972年 6月8日  | 1976年 11月20日 | 2019年 6月28日 |
| 対潜 | F-41 | デフェンソーラ BNS Defensora          | ヴォスパー・ソーニクロフト | 1975年 3月27日 | 1977年 3月5日   | 就役中         |
| 汎用 | F-42 | コンスティトゥイサン BNS Constituição | ヴォスパー・ソーニクロフト | 1976年 4月15日 | 1978年 3月31日  | 就役中         |
| 汎用 | F-43 | リベラウ BNS Liberal                  | ヴォスパー・ソーニクロフト | 1976年 4月15日 | 1978年 3月31日  | 就役中         |
| 対潜 | F-44 | インデペンデンシア BNS Independência  | リオデジャネイロ海軍工廠   | 1974年 9月2日  | 1979年 9月3日   | 就役中         |
| 対潜 | F-45 | ウニアン BNS União                    | リオデジャネイロ海軍工廠   | 1975年 3月14日 | 1980年 9月17日  | 就役中         |

また、主機や装備を簡素化した練習艦型として「ブラジル」も建造されている。

## ギャラリー

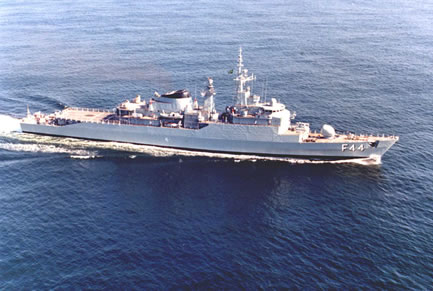
「インデペンデンシア」 モッドフラッグ改修前の対潜型
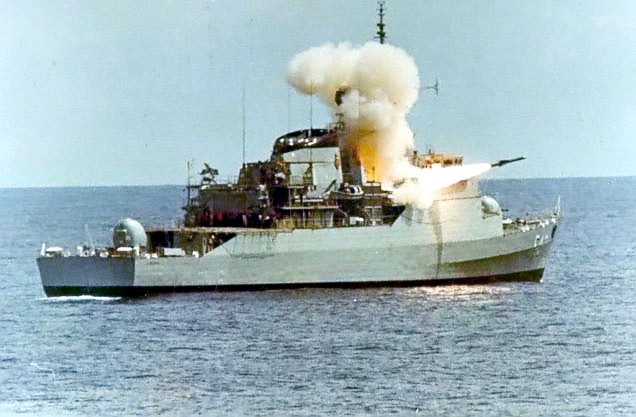
MM38 エグゾセを発射する「リベラル」 モッドフラッグ改修前の汎用型
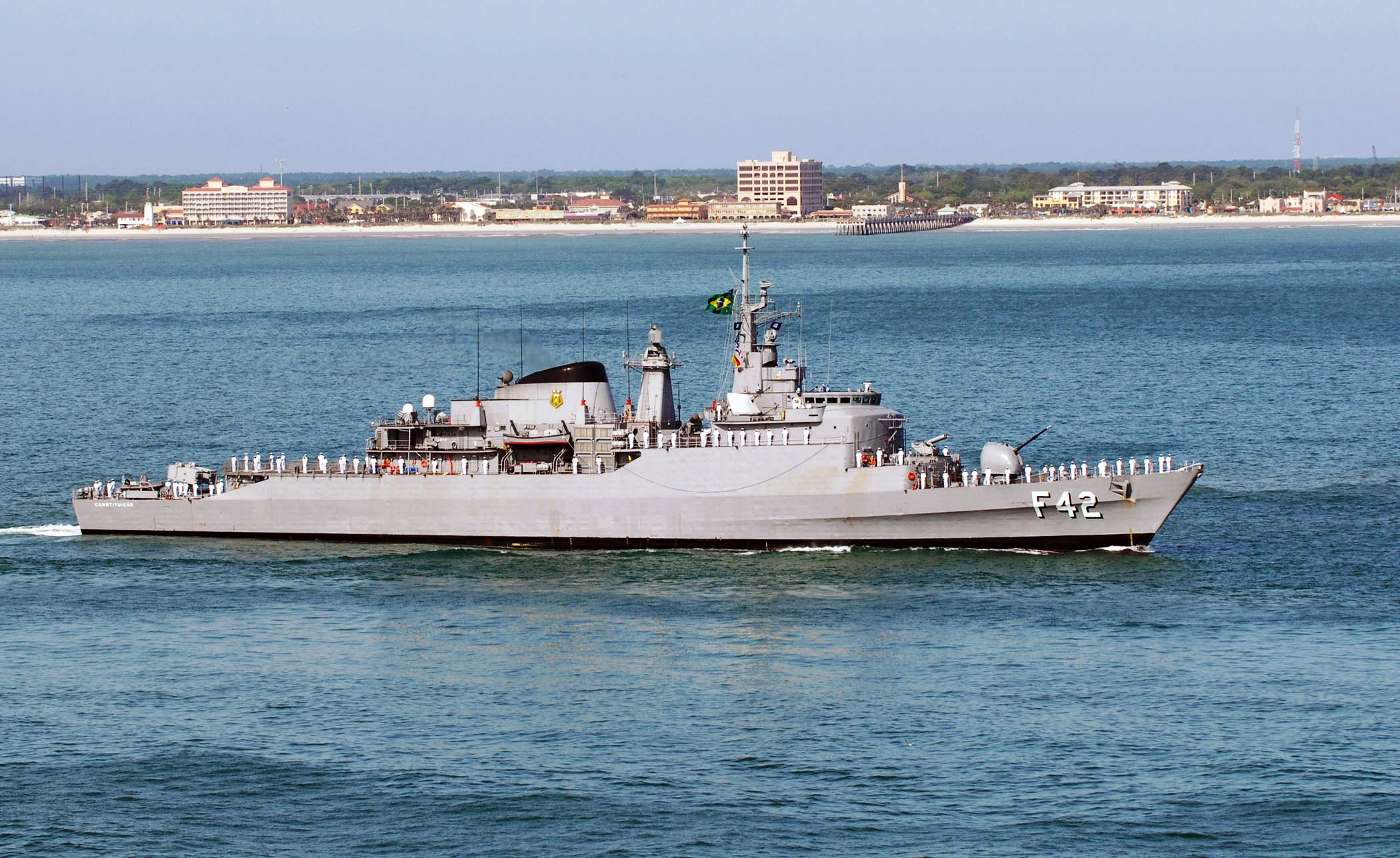
モッドフラッグ改装後の「コンスティトゥイサン」 レーダーが換装されたほか、艦尾の4.5インチ砲はアルバトロスPDMS用の8連装箱型発射機に換装されている。
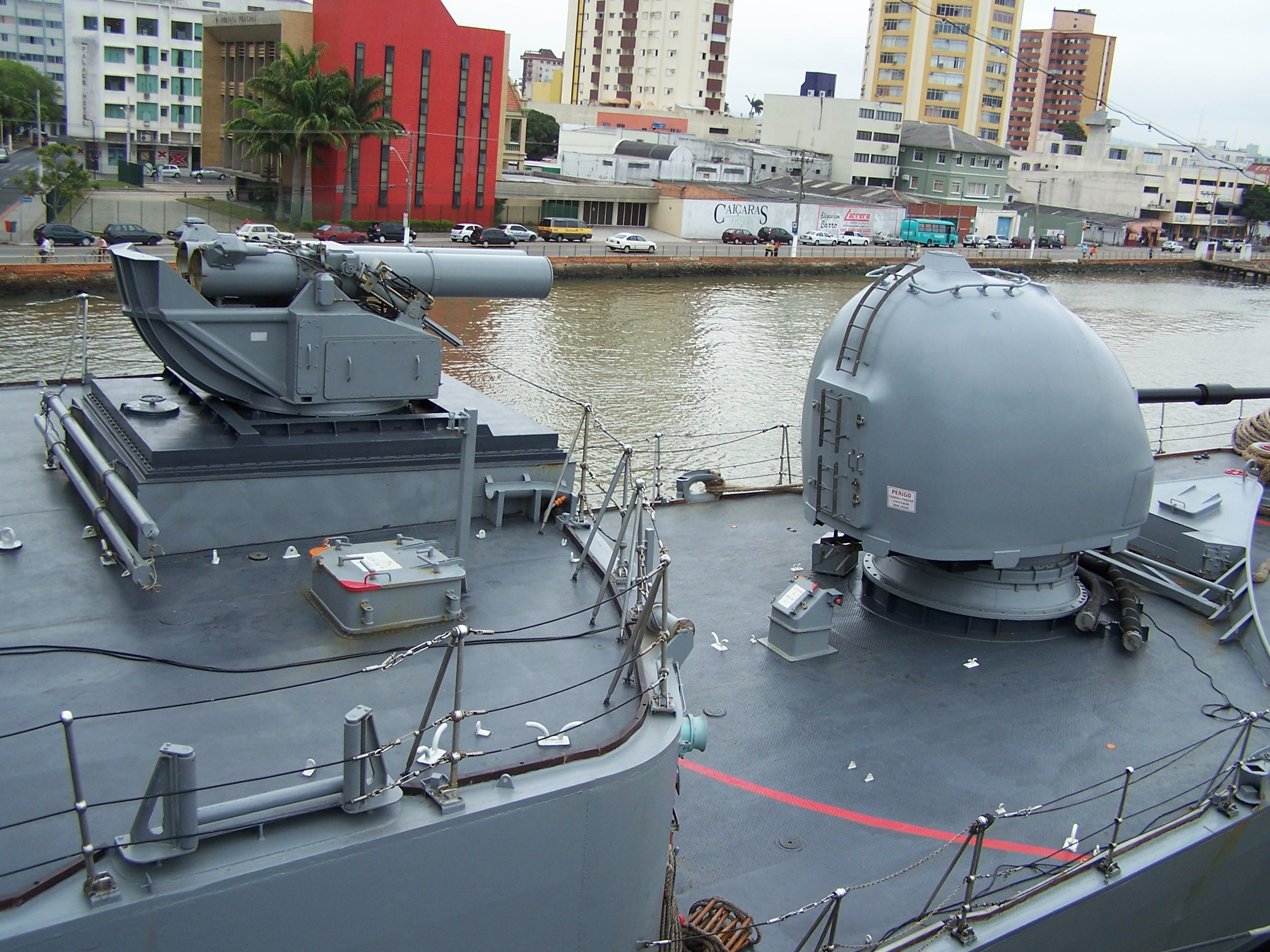
「インデペンデンシア」の艦首側4.5インチ砲と375mm対潜ロケット砲。 この2つの兵装は、モッドフラッグ改装以前から変更が無い。
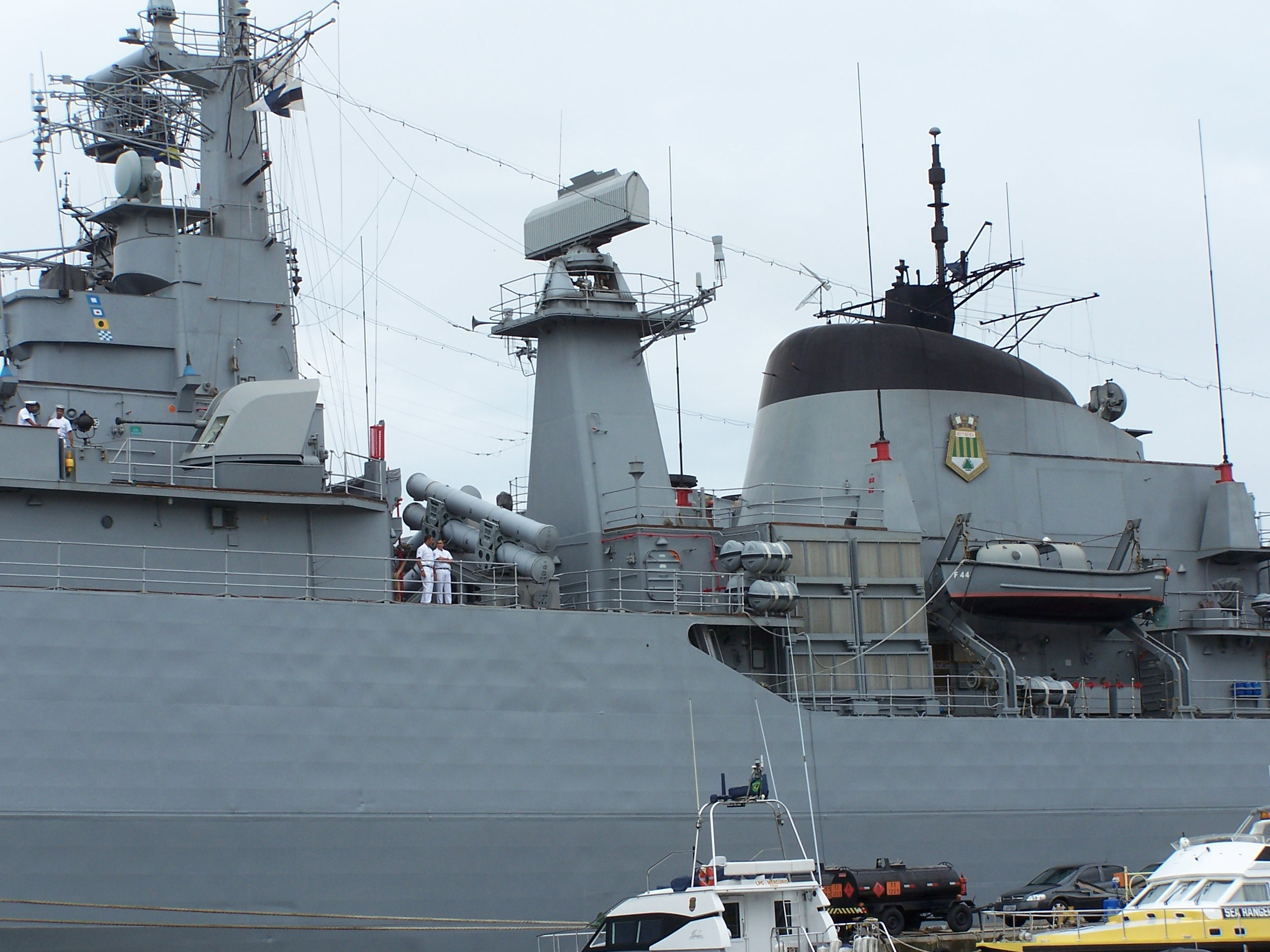
モッドフラッグ改装後の側面武装。艦橋側面部の砲塔がシー・トリニティMk.3 40mmCIWS、艦橋構造物とレーダーマストの間にある円筒形チューブはMM40 エグゾセの発射機。
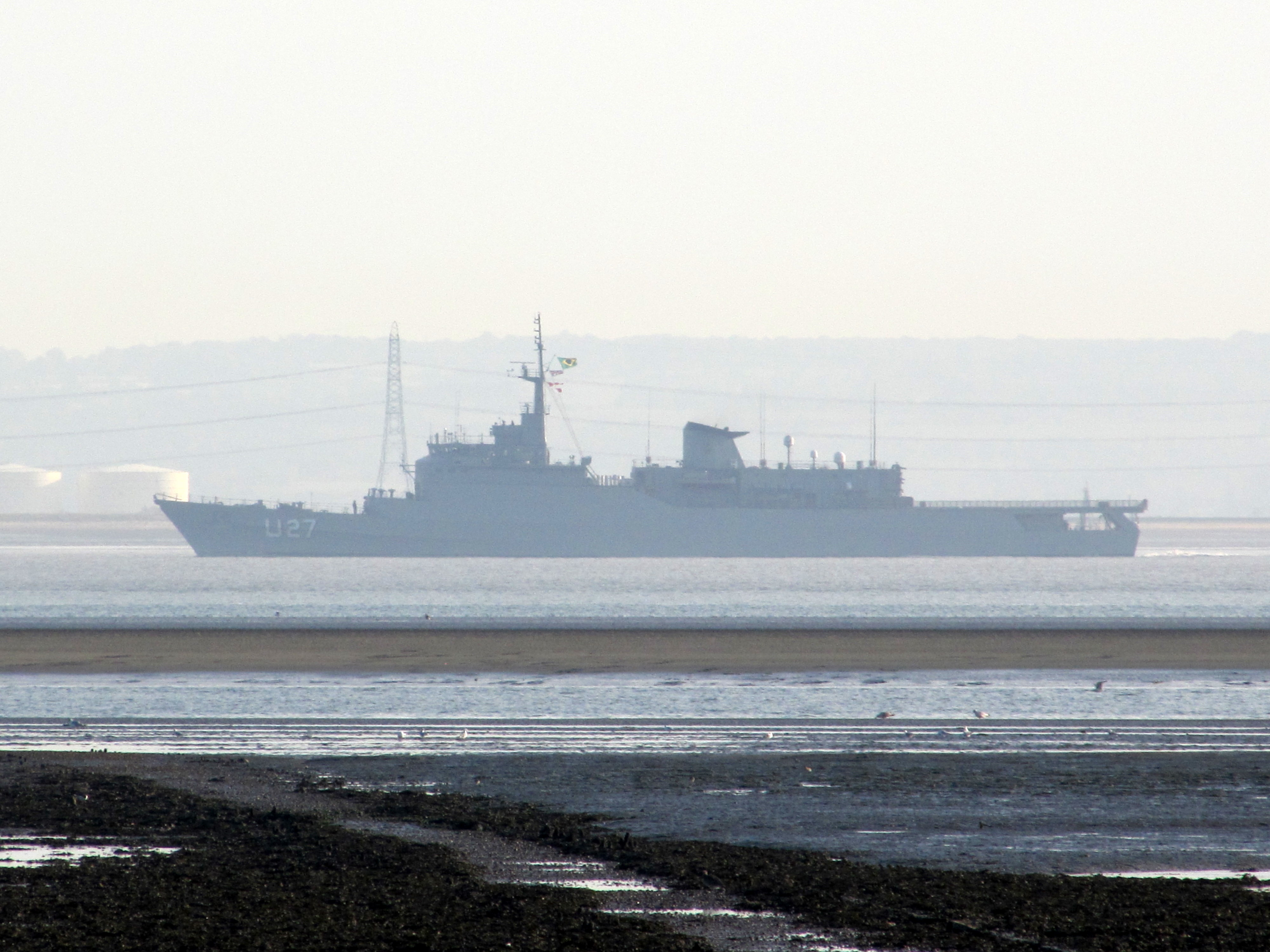
練習艦「ブラジル」。煙突より後部の構造物が後部に延長されている。
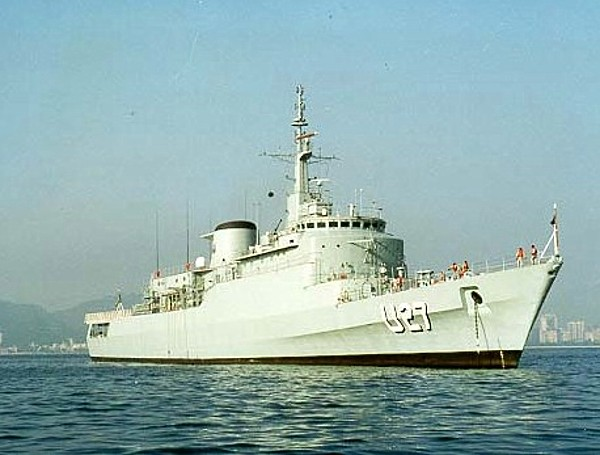
「ブラジル」。艦橋側面部の40mm機関砲が確認できる。